# Коротков, Владимир Николаевич
Владимир Николаевич Коротков (род. 14 июня 1955, Загорск, Московская область) — российский муниципальный деятель. С 12 апреля 2009 года по 2 декабря 2013 года Глава Сергиево - Посадского муниципального района . Секретарь Местного отделения партии Единая Россия Сергиево-Посадского района.

## Ранние годы и карьера
Владимир Коротков родился 14 июня 1955 года в Загорске, Московской области, Россия. Окончил Московскую высшую партийную школу, Московский государственный социальный университет. Имеет ученую степень кандидата экономических наук.
В 1972 году начал трудовую деятельность на Загорском оптико-механическом заводе.
Работал лаборантом, техником-технологом, секретарем комсомольской организации.
Далее занимал должности: 1-го секретаря Загорского ГК ВЛКСМ, 2-го секретаря Загорского ГК КПСС, директора Сергиево-Посадского филиала АКБ «Ялосбанк», директора МУП «Теплоресурс», коммерческого директора ФГУП «Краснозаводский химический завод», заместителя управляющего директора ОАО «Загорская ГАЭС-2».
В 1973 году поступил в Всесоюзный заочный машиностроительный институт по специальности «Оптические приборы и спектроскопия».
С 1974 по 1976 год проходил службу в рядах Советской Армии.
В течение 25 лет избирался депутатом Совета депутатов Сергиево-Посадского района, а также депутатом Московского областного Совета депутатов.
12 апреля 2009 года одержал победу на выборах Главы Сергиево-Посадского района.
4 декабря 2013 года покинул пост Главы района и избран Председателем районного Совета депутатов.

## Семейное положение
Жена — Короткова Ирина, дочь — Короткова Ольга.

## Награды
В 2009 году награжден медалью «50 лет ракетным войскам стратегического назначения» и медалью Министерства обороны РФ «За укрепление боевого содружества». Награжден знаком Губернатора Московской области «За полезное».
В 2010 году Глава района был отмечен Почетным знаком «Долг, честь, слава», знаком Губернатора МО «Благодарю», Почетным знаком Московской областной Думы «За вклад в развитие законодательства», знаком Губернатора МО «За труды и усердия».
В 2011 году Владимир Коротков получил Орден Русской православной церкви «Святого Благоверного Князя Даниила Московского III степени», почетную грамоту Министерства сельского хозяйства и продовольствия МО, памятный нагрудный знак Специальных подразделений ФПС МЧС России.
В 2012 году Глава района был награжден Орденом Ивана Калиты. За заслуги перед космонавтикой был награжден Медалью им. Сергея Павловича Королева, нагрудным знаком Орден «М. Ю. Лермонтов», почетной грамотой Военного комиссара МО, Почетной грамотой министерства сельского хозяйства и продовольствия МО, Медалью Московской Епархии Русской Православной Церкви «За жертвенные труды» II степени и Благодарственным письмом Избирательной комиссии Московской области.